# مقطرة

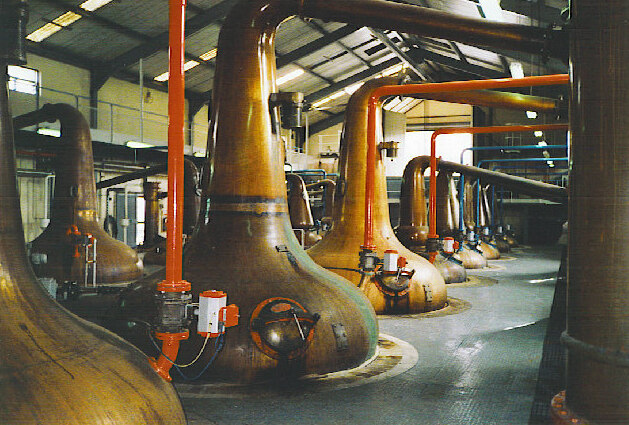
مقاطر نحاسية في معمل تقطير.

المِقطرة (بالإنجليزية: Still)‏ وهو جهاز يستخدم لتقطير السوائل المزوجة وغير المزوجة عن طريق التسخين للوصول إلى الغليان ومن ثم التبريد ليتكاثف البخار. استخدمت المقاطر لإنتاج العطور والأدوية، ومياه الحقن (WFI) للاستخدامات الصيدلانية، وعموما لفصل وتنقية المواد الكيميائية المختلفة، وأشهرها، لإنتاج المشروبات المقطرة التي تحتوي على كحول الإيثيل.